# Anton Hannibald Olsen
Anton Hannibald Olsen er den danske oversættelse af børnebogen The Boy Who Would Not Go to School: Robert Francis Weatherbee  skrevet af den amerikanske forfatter Munro Leaf.
Oversat til dansk af Tage Taaning

## Eksternt link
Bogsøgning: ISBN 978-87-00-51161-3
| Bog | Spire Denne artikel om bøger og tidsskrifter er en spire som bør udbygges. Du er velkommen til at hjælpe Wikipedia ved at udvide den. |